# Juan Machuca
Juan Salvador Machuca Valdés (ur. 7 marca 1951 w Santiago) - były chilijski piłkarz, grający na pozycji obrońcy.

## Kariera klubowa
Całą karierę piłkarską Juan Machuca spędził w klubie Unión Española, w którym występował w latach 1969-1987. Z Unión Española trzykrotnie zdobył mistrzostwo Chile w 1973, 1975 i 1977. Na arenie międzynarodowej dotarł do finału Copa Libertadores 1975, w którym Unión uległ argentyńskiemu Independiente Avellaneda.

## Kariera reprezentacyjna
W reprezentacji Chile Machuca zadebiutował 31 maja 1972 w przegranym 3-4 spotkaniu w ramach Copa Carlos Dirttborn z Argentyną. W 1974 roku został powołany przez selekcjonera Luisa Álamosa do kadry na Mistrzostwa Świata w RFN. Na Mundialu Machuca był rezerwowym i nie wystąpił w żadnym meczu. W 1975 wziął udział w Copa América. W tym turnieju Machuca wystąpił w dwóch meczach z Boliwią i Peru. Ostatni raz w reprezentacji Machuca wystąpił 15 czerwca 1977 w przegranym 2-4 towarzyskim spotkaniu ze Szkocją. Od 1972 do 1977 rozegrał w reprezentacji 22 spotkania.